# Abel Jacob Herzberg
Abel Jacob Herzeg foi um romancista e advogado neerlandês. Nasceu em 17 de setembro de 1893 e morreu em 19 de maio de 1989, em Amesterdão, Países Baixos

Abel Jacob Herzberg (1893-1989) foi um advogado holandês, nascido em Amsterdam, em uma família de imigrantes judeus vindos da Rússia.
Em 11 de janeiro de 1944, foi enviado ao campo de concentração alemão Bergen-Belsen, onde ele e sua esposa ficaram presos até 9 de abril de 1945. Suas condições de vida nesse campo foram-se degradando à medida que a Segunda Guerra Mundial avançava. Nesse breve intervalo de pouco mais de um ano, Bergen-Belsen passou de um campo de transição (em que os prisioneiros tinham uma situação tolerável) para um lugar tomado pelo tifo e pela fome (chegando mesmo a casos de canibalismo).
Um ano após ser libertado, já de volta à Holanda, Herzberg escreveu “Amor Fati. Sete ensaios sobre Bergen-Belsen”, em que não apenas narra sua experiência devastadora do campo de concentração, como propõe uma reflexão sobre a própria essência do nazismo. O título do livro retoma o conceito nietzschiano de amor fati para fundamentar a ideia de Herzberg de que o povo judeu devesse abraçar o seu destino, sendo esta uma das muitas polêmicas criadas pelo autor.
O livro originou-se de um artigo encomendado por Rients Dijkstra, redator-chefe do Groene Amsterdammer, um periódico holandês bastante influente à época. Ao observar a cobertura jornalística do processo contra Josef Kramer, comandante de Bergen-Belsen, Herzberg sugeriu a Dijkstra que o jornal fosse além de uma mera demonização do nazismo, e debatesse mais profundamente as causas de um evento tão devastador. Dijkstra sugeriu, então, que o próprio Herzberg escrevesse o texto, que acabou se tornando uma série de sete ensaios, publicado sob a forma de livro no ano seguinte.
Segundo Gonzalo Fernández Gómez, que prefacia a edição espanhola, além do valor histórico do testemunho de Herzberg, o livro traz dois pontos que a diferenciam de outras obras sobre o Holocausto. O primeiro é que o autor insiste no aspecto da ação humana durante o nazismo e busca entender como pessoas comuns (e não só criminosos) foram capazes de engendrar atos tão perversos.
A outra questão apontada por Gómez é a interpretação de Herzberg de que o Holocausto seria uma nova versão do fratricídio de Caim, em que haveria prevalecido um componente psicológico instrínseco ao ser humano.
As primeiras edições de “Amor fati: sete ensaios sobre Bergen-Belsen” foram em holandês e alemão. A estas seguiram-se traduções em italiano, hebraico, inglês e espanhol.

Em 1997, foi publicada a biografia de Herzberg, escrita pelo jornalista alemão Arie Kuiper, sob o título de Een wijze ging voorbij: het leven van Abel J. Herzberg.